# Canale Bisatto
Het Canale Bisatto is een kanaal in Noord-Italië, in de provincies Vicenza en Padua.
Het kanaal vormt een aftakking van de Bacchiglione naar het zuiden bij Longare, stroomafwaarts van Vicenza.
Het kanaal loopt van Longare via Este en Monselice naar Battaglia Terme. Het water stroomt ook in deze richting.
In 1143 is de stad Vicenza begonnen met de aanleg van het kanaal,
om Padua van zijn water te beroven tijdens een oorlog tussen de twee steden.
Bovendien kon Vicinza via deze omweg de Adriatische Zee bereiken buiten controle van Padua. 
Bij de aanleg is deels gebruikgemaakt van een oude rivierbedding. Padua kreeg pas weer water bij de Vrede van Fontaniva. 
Als antwoord heeft de stad Padua in 1209 het Canale Piovego gegraven, om de stad te voorzien van water uit de Brenta.